# Mercedes Álvarez Morón
Mercedes Álvarez Morón (8 de septiembre de 1800 - 10 de noviembre de 1893) fue una patriota argentina, considerada una de las Patricias Argentinas, especialmente por su participación en la confección de la bandera del ejército libertador.

## Biografía
Mercedes Álvarez nació el 8 de septiembre de 1800 en Mendoza, hija de Damián Álvarez y Manuela Morón, hermana del general Bruno Morón y del coronel Juan Bautista Morón, ambos militares patriotas.
Fue enviada a estudiar a la ciudad de Buenos Aires, alojándose en casa de Juan Bautista Morón. Cuando el general José de San Martín llamó a su esposa Remedios de Escalada a su lado en Mendoza, Mercedes Álvarez la acompañó como su dama de compañía y allí se incorporó al círculo íntimo del Libertador.
Durante la cena de Navidad de 1816 en casa de Laureana Ferrari, con la presencia de San Martín y su familia, sus principales oficiales y otros vecinos de la ciudad, San Martín solicitó en un brindis que las damas cuyanas confeccionasen la bandera para el ejército de los Andes, a lo que las presentes, Laureana Ferrari, Dolores Prats de Huisi, Margarita Corvalán y Mercedes Álvarez se comprometieron a realizar antes del día de reyes.

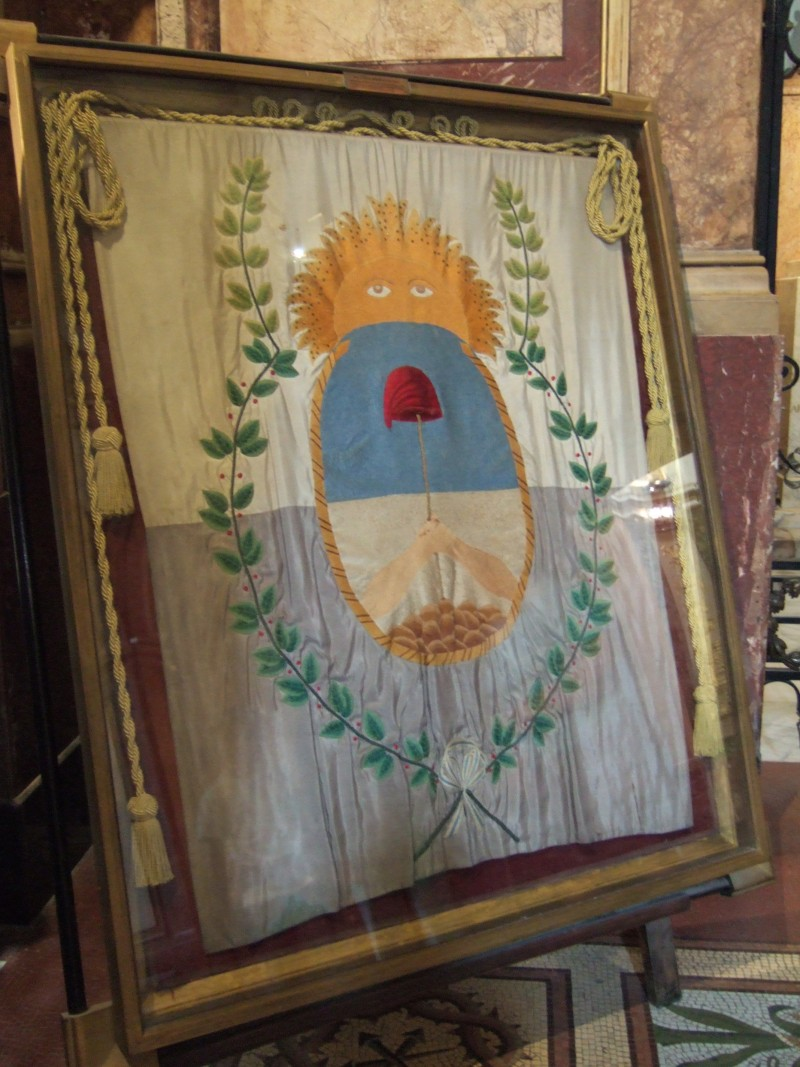
Bandera del Ejército de los Andes.

Luego de cuatro días y sus noches las jóvenes pudieron terminar la bandera, antes de la fecha comprometida. 
En 1828 contrajo matrimonio con Tiburcio Segura.
Fue la única que pudo volver a ver la bandera fruto de su trabajo en la casa de gobierno de Mendoza, poco antes de su muerte acaecida el 10 de noviembre de 1893.